# Neologizm
Neologizm (z gr. νεος + λογός „nowe słowo”) – nowy element językowy (zwłaszcza leksykalny) wykształcony na gruncie danego języka, pewnej jego odmiany lub – dla celów artystycznych – w ramach tekstu literackiego.
Czasem utożsamia się neologizmy z pojęciem innowacji językowych. Rozmaite innowacje, na różnych poziomach języka, wprowadza się do języka celowo – w celu wypełnienia pewnych luk leksykalnych – lub nieświadomie, np. poprzez dopasowanie wyjątkowych form wyrazowych do reguły większościowej. Różny bywa stopień ich akceptacji oraz ugruntowania w języku. Innowacje utrwalone i przyjęte w praktyce językowej przybierają charakter zmian językowych. Niekiedy są uważane za nieuzasadnione i niepożądane; z kolei w innych przypadkach zaspokajają pewną potrzebę językową.
Mianem neologizmów określa się przede wszystkim innowacje leksykalne (słownikowe), służące zaspokojeniu nowych potrzeb nazewniczych lub wyrażeniu zróżnicowanego stosunku mówiących do otoczenia. Do neologizmów można zaliczyć nie tylko rzeczowniki, ale również inne części mowy, jak np. czasowniki, a także frazy i nowe sposoby użycia istniejących wyrazów. Niektóre z nich to derywaty ekspresyjne, określające obiekty mające już nazwę. Neologizmy powstają w różnych odmianach języka (w języku standardowym, slangu, języku codziennym itp.). Nie wszystkie neologizmy wchodzą na stałe do obiegu językowego; część z nich jest przejawem chwilowej mody językowej, inne zaś okazują się nieudane już przy pierwszych próbach popularyzacji. Neologizmy występują w utworach literackich, gdzie pełnią funkcję artystyczną; służą np. odświeżeniu języka, precyzowaniu znaczeń, uzyskiwaniu efektów brzmieniowych. Twory jednorazowe, sytuacyjne, powstające w procesie tworzenia tekstu są nazywane okazjonalizmami. Okazjonalizmy są właściwe nie tylko dla artystycznej sfery użycia języka (tzw. neologizmy artystyczne), ale również dla stylu potocznego, języka publicystyki i języka fachowego.
Neologizmy powstają zarówno w oparciu o rodzime materiały słowotwórcze, jak i poprzez zapożyczanie morfemów obcych. W wielu sferach życia neologizmy to zapożyczenia z języka angielskiego. Neologizmy są stosunkowo obficie reprezentowane w terminologii naukowej. Część neologizmów to wyrazy jednostkowe (indywidualne), ale spotyka się także „neologizmy seryjne”, które powstają na bazie tego samego modelu słowotwórczego (-gate, -holik, -bus).
Pojęcie neologizmu bywa rozumiane na różne sposoby; niełatwo obiektywnie określić, co należy zaliczyć do tej kategorii. Według definicji psychologicznej neologizm to taka jednostka języka, która jest postrzegana przez społeczność językową jako nowa (wówczas chodzi o pojęcie względne). W ujęciu leksykograficznym za neologizmy uważa się takie jednostki, które nie występują w słownikach (przy czym należy wziąć pod uwagę niemożność rejestracji wszystkich słów przez słowniki). Podejście diachroniczne (lub korpusowe) za neologizmy każe uznać takie formy wyrazowe, które występują w pewnych nowych tekstach, ale nie zostały odnotowane przez żaden korpus referencyjny danego języka. Za neologizmy uchodzą też rzadko używane (istniejące) wyrazy, które w pewnym okresie zyskały na popularności.
Innowacje językowe nadające istniejącym wyrazom nowe znaczenia określa się mianem neosemantyzmów.

## Zastosowanie neologizmów
W niektórych państwach neologizmy leksykalne powstają w wysokich gremiach purystycznych rad językowych, które w trosce o „czystość” języka narodowego urabiają własną terminologię, by uniknąć konieczności posłużenia się zapożyczeniami. Z takiego postępowania szczególnie znana jest Francja. Neologizmy mogą jednak wchodzić do obiegu również poprzez zapożyczenie z innego języka. Tak działo się od zawsze, stąd w polszczyźnie dawniejsze makaronizmy dzisiaj uważane są już za prawowitą i ugruntowaną część leksyki.
Inaczej rzecz ma się z neologizmami powstałymi na nazwanie rzeczy istniejących w fikcji literackiej. Wielu literatów tworzy takie wyrazy, aby doraźnie wzbogacić zasób słowny, uzupełnić brakujące im określenia potrzebne w danym kontekście.
W literaturze polskiej neologizmy zaczęto częściej stosować w polskim modernizmie, wcześniej tworzyli je Juliusz Słowacki i Cyprian Kamil Norwid. Dopiero w Młodej Polsce neologizacja poezji najpierw objęła futurystów – Bruno Jasieński, Stanisław Młodożeniec (m.in. XX wiek, W drodze) – a następnie pisarzy epoki postmodernizmu – Juliana Tuwima i Bolesława Leśmiana. Tuwim (Bal w operze, Słopiewnie) i Leśmian (Dusiołek, Śnigrobek), a także Aleksander Wat marzyli o stworzeniu języka pozarozumowego, który swoją neologistyczną znaczeniowością nie budził racjonalnych skojarzeń, lecz przeciwnie – irracjonalne odczucia. Na epoce języka pozarozumowego wzorowali się później Miron Białoszewski i Stanisław Lem.
W polszczyźnie jednym z twórców często sięgających do neologizmów był Bolesław Leśmian, a w języku angielskim James Joyce. Leśmian zreformował zupełnie wszystkie skojarzeniowo ważne człony językowe dochodząc do perfekcji budowania nastroju słowami. Ważnym utworem Joyce’a jest Finnegans Wake – dzieło, które nie tylko nie może być zakwalifikowane do jakiejkolwiek kategorii i gatunku, ale zgodnie z hipotezami język, jakim jest pisany ten utwór, ma być zrozumiały dla całej ludzkości pozarozumowo.
Do zagranicznych pisarzy, którzy często stosowali neologizmy w swoich dziełach, można zaliczyć m.in. Lewisa Carrolla, George’a Orwella, Samuela Becketta, Briana Aldissa, Roalda Dahla, J.R.R. Tolkiena i Terry’ego Pratchetta.
W literaturze przedmiotu podejmowany jest też problem tłumaczenia neologizmów na inny język.